# Kajewskiella
Kajewskiella là một chi thực vật có hoa trong họ Thiến thảo (Rubiaceae).

## Loài
Chi Kajewskiella gồm các loài: